# Bovino
Bovino är en stad och kommun i provinsen Foggia i Apulien i sydöstra Italien. Staden hade 3 264 invånare (2017) och gränsar till kommunerna Accadia, Castelluccio dei Sauri, Deliceto, Orsara di Puglia samt Panni.
Under antiken var orten känd som Vibinum. Vibinum var ett oskiskt-samnitiskt centrum där Hannibal slog läger innan slaget vid Canne (217 f.Kr.).

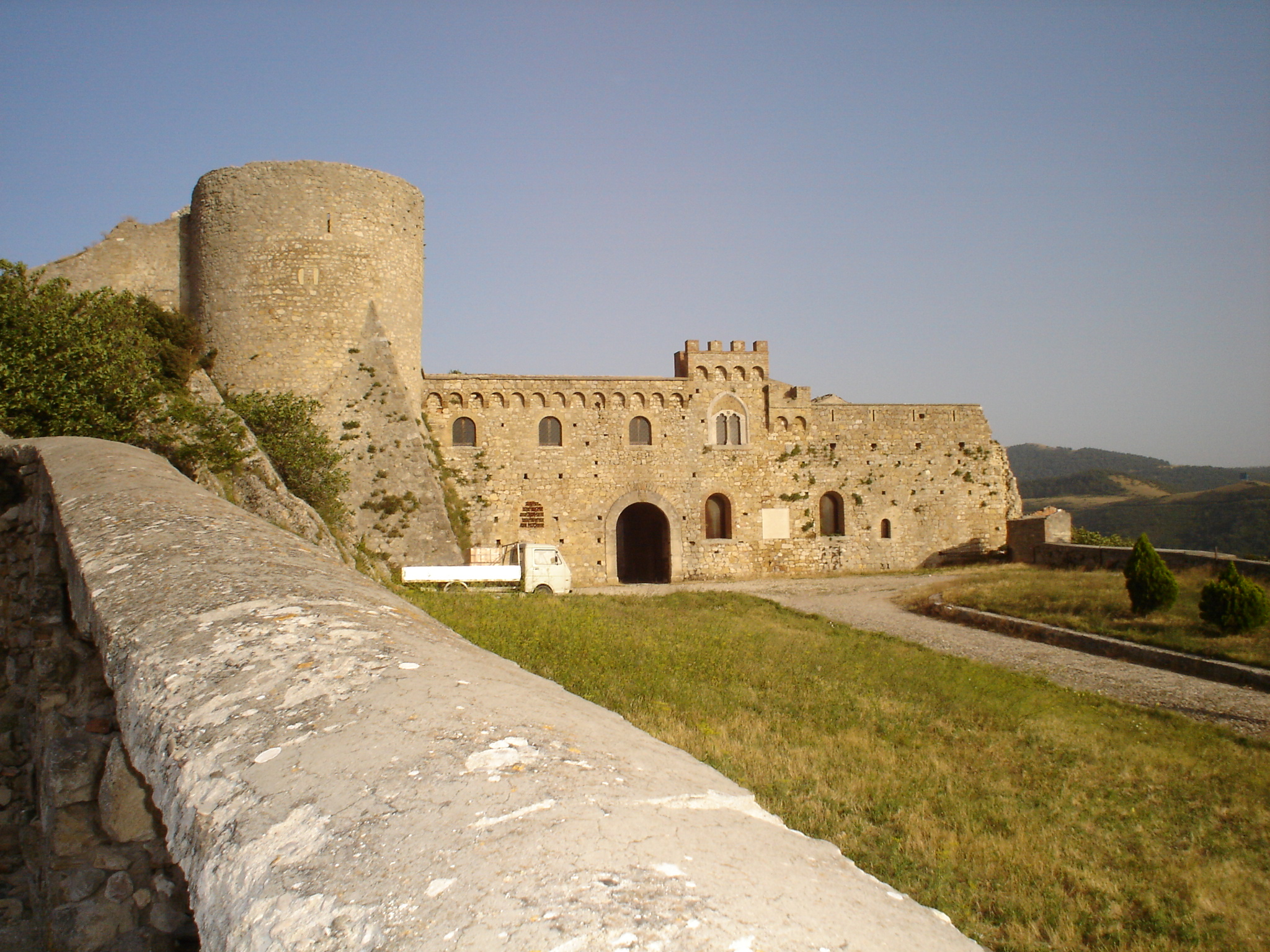
Castello di Bovino.